# アゾンインターナショナル
株式会社アゾンインターナショナル (AZONE INTERNATIONAL) は、神奈川県藤沢市に本社を置く、雑貨や玩具の輸入・製造・卸販売を行う会社である。人形やその衣装の製造・販売が特に知られている。

## 会社概要
元来は染色における染め型の製版を業務として設立されたが、その後業務を拡大し、現在は関節可動式の人形（ドール）やその衣装の企画・製造・販売で特に知られている。
1988年に神奈川県茅ヶ崎市にて、スカーフ・ハンカチ・ネクタイ・服地等の染め型製版を業務として創業、1990年8月8日に有限会社湘南スクリーンとして法人化された。
1996年にベトナム、ホーチミン市に事務所を開設し、アジア雑貨・アパレル衣装の生産・輸入を開始した。翌年にはホーチミンにて縫製工場運営を開始し、クチ県に工場を設立した。以後数年の間に、冠婚葬祭ギフト、ノベルティーアイテム、人形・フィギュア用コスチュームなどに進出。1998年には関連会社として有限会社アゾンインターナショナルが設立された。
その後、上記の人形用コスチュームを着用するモデルとしての人形本体の必要性が生じ、2000年にはオリジナルの人形「サアラ」を企画、少量生産し販売した。同年、有限会社湘南スクリーンは染め型製版から撤退し、同時に有限会社アゾンインターナショナルと合併。以後同社はドール関連事業に注力するようになり、2001年から2005年にかけて日本各地にドール関連アイテムを専門とする直営店をオープン。2005年には同社オリジナルの人形素体「ピュアニーモ」を開発、それを用いたオリジナルドールユニット「えっくす☆きゅーと」を展開した。
2006年に株式会社アゾンインターナショナルに商号変更。
2008年にはアメリカ合衆国のIntegrity Toys, Inc.の総代理店となり、Integrity Toys Japan ブランドでの販売も行っている。

### 事業部門
フレンドッグ事業部ペット用衣装、アイテム
コレクション トイ事業部コレクターアイテムの企画、製作、販売

## 事業所・関連会社
- 本社（神奈川県藤沢市）
- ヴェトナム出張所（ホーチミン市）

### 直営店
国内に5店の直営店（実店舗）を構え、同社製および他社製の人形および各種関連アイテムを販売している。
- アゾンファクトリーショップ湘南（神奈川県藤沢市、2005年オープン）
- アゾンレーベルショップ秋葉原（東京都千代田区、2002年オープン、2008年/2011年/2014年移転・拡張）
- アゾンレーベルショップ池袋（東京都豊島区、2018年オープン、2019年移転・拡張）
- アゾンレーベルショップ大阪（大阪市浪速区、2008年オープン）
- アゾンレーベルショップ名古屋（名古屋市中区、2012年オープン)
- アゾネット (AZONET) （オンラインショップ）
- アゾンレーベルショップ楽天市場（オンラインショップ、2020年5月オープン)

## 主要商品
2012年現在、ドール関連商品の企画・製造・販売が同社の中心的な事業である。その中でも特にイラストレーターの思い当たるがデザインしたメーカーオリジナル人形（サアラシリーズ、えっくす☆きゅーとシリーズなど）を中心としている。
当初、アゾンの27cmサイズの人形にはタカラのスーパーアクションボディ(SAJ)を多用していた。その後、自社のオリジナル素体ピュアニーモを開発し、2005年にえっくす☆きゅーとシリーズを展開する際に採用した。2007年にはPVC製のピュアニーモ アドバンス、2009年には関節可動型となったピュアニーモ フレクションを開発し、アニメや漫画のキャラクターを再現したいわゆる「キャラクタードール」などの人形にもピュアニーモ素体が多く使われるようになった。2012年には1/12サイズの素体「ピコニーモ」が発売している。
このほか48cm・50cm・60cmサイズドールの販売も行っており、60cmは思い当たるデザインのサアラ、リセ、マヤ、48cm、50cmサイズは各ブランドを立ち上げて展開(後述)。
ハピネスクローバーシリーズ、IrisCollectシリーズはオビツボディをベースとしたAZO2素体を採用している。
IrisCollectpetitシリーズはAZT8-45素体を採用している。

### オリジナルドール
2000年に展開開始。その後のピュアニーモ素体シリーズの確立に伴い、2010年にはサアラ、リセ、マヤをピュアニーモ フレクションM素体（25cm相当）を用いてリメイク。ドールユニット「サアラズ・ア・ラ・モード」(SAHRA'S a la mode) として展開している。(注記されていないキャラクター以外のマスクデザインは思い当たるが担当)
- SAHRA (サアラ)
- 由希 (ゆうき)
- Lycee (リセ)
- Maya (マヤ)
- Minako (みなこ)※アイペイントデザインは蒼騎ちはや
- BELINDA (ベリンダ)※アイペイントデザインは藤田章人
- Caty (カティ)※アイペイントデザインは白虎かなめ
- REIMY (れいみ)※アイペイントデザインは蒼騎ちはや
- REINA (れいな)
- AI (あい)
- SUZUNA (すずな)※アイペイントデザインはまるい
- アネモネ
- 小鳥
- MANA (まな)※アイペイントデザインはあんなかはるな(a-one-10)
- NAHO (なほ)※アイペイントデザインはまるい
- ERENA (エレナ) ※アイペイントデザインはY.NOGUCH、オビツボディ27cm使用

### サアラズ・ア・ラ・モードシリーズ
前述のとおり2010年から展開しているシリーズ。サアラ、リセ、マヤのマスクデザインをリニューアルした上に、アリサと柚葉が加わった。
- SAHRA (サアラ)
- Lycee (リセ)
- Maya (マヤ)
- ARISA (アリサ)
- 柚葉（ゆずは）

### えっくす☆きゅーとシリーズ
2005年展開開始。ピュアニーモ素体を初めて使用したシリーズで、主にピュアニーモS（23cm相当）を使用。「聖ポートルダム女子大学付属中等部」という学校に通う仲良し生徒7名から構成されるドールユニットという体裁を取る。マスクデザインは思い当たる。
えっくす☆きゅーと
- ころん (心音)
- あいか (藍華)
- ちいか (小花)
- リアン (里杏)
- みう (美海)
- ひめの (姫乃)
- ライリ

えっくす☆きゅーと ふぁみりー
- ちさ (小桜)
- ニナ
- あおと（藍斗）
- せら（世良）
- ゆうた(優太)
- みあ (美亜)
- つきは（月羽）
- そらね（空羽）
- みお（美緒）
- みなみ先生
- わかば（若葉）
- ふうか（楓花）
- ノーア
- カイル

### ぴぴ☆からっとシリーズ
ピュアニーモ素体を利用したオリジナルキャラクタードールシリーズ。アイペイントデザインはY.NOGUCHIが担当。
- にーもちゃん
- りぽちゃん
- れぽちゃん

### ピコニーモシリーズ
2012年より展開開始された約12〜3cmサイズの関節可動ドールシリーズ。それぞれ手足のバランスが違うピコニーモS・M・D・P・Rの5タイプ。
S、M素体は2016年、D素体は2017年より腹部分割構造を採用し可動箇所・範囲を大きく改善した『関節強化版』にアップデートされた。その際ボディサイズの僅かな縮小、D素体は新規ハンドパーツへの変更（ハンドは新規造形となり、手軸の構造が変更され基本的に旧素体との互換性がない）がなされている。
関節強化版以降のS・M・D素体は関節が共通化されているためボディバランスのカスタマイズが可能
S素体は首までの全高11cm、股下6.2cm、S素体男の子は首までの全高11.5cm、股下6.3cm（派生としてLLバストと3Lバスト）
M素体は首までの全高12cm、股下7cm、M素体男の子は首までの全高12.7cm、股下7.2cm（派生としてLLバストと3Lバスト）
D素体は首までの全高12.2cm、股下7.2cm、D素体男の子は首までの全高12.5cm、股下7.3cm、D素体妹は首までの全高11.2cm、股下6cm（手足小は全高がそれぞれ-0.2cm　派生としてLLバスト）
P素体は首までの全高9.5cm、股下4.9cm（関節強化版で採用された腹部分割構造がなく、ハンドパーツも専用品）
R素体はTYPE-S（首までの全高11cm、股下6.2cm）、TYPE-M（首までの全高11.6cm、股下6.8cm）、TYPE-G（首までの全高12cm、股下7cm）の3種類　体形がS、M素体と違いメリハリのあるものに変更
スキンカラーはフレッシュ（旧名：肌色　S・M素体）、ホワイト（旧名：白肌　S・M・Ｄ・Ｐ・Ｒ素体）、ミルキーホワイト（Ｐ素体）、ライトタン（Ｐ素体）の4種類
頭部はS用（縦：2.6cm、横：2.1cm、頭囲：7.2cm）、D用（縦：3.3cm、横：2.9cm、頭囲：9.2cm）、ピコニーモミニ（縦：3.0cm、横：2.8cm、頭囲：8.5cm）の3種類（S用とD用はフレッシュとホワイトの2種類、ピコニーモミニはホワイト、ミルキーホワイト、ライトタンの3種類、それぞれに頭髪有りと無しがある）
『ミミーガーデン博物誌』シリーズ採用素体より、D素体のハンドパーツは更に小さくなり（ハンドの造形はD素体当初のものと同じ形状に戻された）、足首の造形も甲高が低い小さめな物に変更されている。
- ピコえっくす☆きゅーとシリーズ　S・M・R素体使用
- ピコサアラズ・ア・ラ・モードシリーズ　D素体使用
- アサルトリリィシリーズ　S・M素体使用
- BlackRaven（ブラックレイヴン）シリーズ　S・M素体使用
- AZONEデザイナーズヘッドシリーズ
- Lil'Fairy(リルフェアリー)シリーズ　D・D妹・Ｄ男の子・P素体使用　(※クラム、ルティ、リピィ、ロモはピコニーモミニヘッド使用、アイペイントデザインはミナが担当）
- ミミーガーデン博物誌シリーズ　D・D妹(当シリーズ専用特別仕様)・D素体特別版（身長がDとD妹の中間）・P素体使用　(※PVCヘッド原型及びキャラクターデザインは柊葵(冬空ゴシック)が担当)
- シュガーカップスシリーズ　P素体使用　(※入れ目ヘッド原型はOutofBase、キャラクターデザインは七海喜つゆりが担当)

- アルヴァスタリアシリーズ　P素体使用　(※ムーニャ、キーノはピコニーモミニヘッド使用、マスクペイントはAyakaが担当)
- DIAS（ディアス）シリーズ　P素体使用　（※マスク・アイ・トータルデザイン・監修：MUGUET、衣装パターン作成・監修：赤いカメラ）
- Bikini Mates（ビキニメイツ）シリーズ　R素体使用（※立体造形デザイン：Ryuntaro(りゅんりゅん亭)、キャラクターデザイン：もじゃりん）

### ブラックレイヴンシリーズ
50cmサイズ（ルルナは48cm）ドール素体を利用したオリジナルキャラクタードールシリーズ。マスクデザインは思い当たる。
- Lilia (リリア)
- Cecily (セシリー)
- Luluna(ルルナ)
- Amane(あまね/天音)

リリアとセシリーは普段はセリミディア学園の女学生であるが、夜になると退魔師として行動しているという設定。

ルルナはリリアの妹でリリアをバックアップしてあげてるという設定。

### エレンシリーズ
50cm／48cmドール素体を利用したオリジナルキャラクタードールシリーズ。マスクデザインは思い当たる。
- Ellen (エレン) ※50cmドール
- Alice(アリス) ※48cmドール

### HappinessCloverシリーズ
AZO2ボディを利用したオリジナルキャラクタードールシリーズ。もか以外のキャラは芸能事務所であるphプロダクション（正式名称：フィロソフィー（philosophy）プロダクション）に所属しているという設定。
- 桜ノ宮ゆい（さくらのみやゆい）
- 星乃もか（ほしのもか）
- 柊木まひろ（ひいらぎまひろ）
- 杏野ななか（あんのななか）
- 美萩くれは（みはぎくれは）
- 笹森ゆかり（ささもりゆかり）

### IrisCollectシリーズ
AZO2ボディとソフビドールアイヘッドを利用したオリジナルキャラクタードールシリーズ。ドールアイはオビツの18mmサイズでアゾンオリジナルの虹彩デザインを採用。
- ノワ
- りの
- かの
- スミレ
- 楓子(ふうこ)

### IrisCollectpetitシリーズ
AZT8-45ボディとソフビヘッド、を利用したオリジナルキャラクタードールシリーズ。ドールアイは尾櫃瞳(20mm･AZONEオリジナル虹彩)を採用。
- こはる
- あんな
- すずね
- ほのの
- うゆり
- うらら
- いお
- ふるる

### その他
ペットワークスの人形部門の一部を担当。これらの商品の委託販売も行っている。
- momoko[13]
- ruruko(るるこ)※ピュアニーモフレクションXSボディを使用
- おでこちゃんとニッキ用のアウトフィット衣装など。

## エピソード
- 2015年製作映画「未来シャッター」、高橋和勧監督作品のロケ地に本社家屋が採用され、代表取締役社長の早園のはじめ多くの社員が出演し撮影協力をした。[14]。